# Христо Ламбрев
Христо Василев Ламбрев е български пианист и певец, член-съосновател на ВИС „Златни струни“ и метъл бандата „Сигнал“.

## Биография
Христо Ламбрев е роден на 20 януари 1955 г. в пловдивското семейство на оперен певец. Кариерата му в „Сигнал“ продължава 25 години, а преди това е съучредител на „Златни струни“. Той е съавтор на първата песен на „сигналистите“ – „Любов“, излъчена от Данчо Георгиев през август 1978 година по БНР. Има решаващ принос в композирането за дебюта на групата, излязъл в уникален за времето си тираж от 300 хиляди копия в България, песента „Любов“.

## Дискография
| Албуми                           | Албуми |
| -------------------------------- | ------ |
| Вечен кръстопът                  | 1979   |
| Попътен вятър                    | 1980   |
| Каскадьори                       | 1981   |
| Сигнал 4                         | 1983   |
| Сигнал и Дечо Таралежков         | 1984   |
| Вундеркинд                       | 1986   |
| Шоуто трябва да продължи         | 1992   |
| Атлантик '96                     | 1996   |
| Вкусете живота                   | 1997   |
| Последната битка на Шишман       | 1998   |
| Сигналистика                     | 1999   |
| Объркан свят                     | 1999   |
| Хазарт                           | 2001   |
| А можех да те обичам...          | 2004   |
| Сингли                           |        |
| Ордена                           | 1977   |
| На прозореца                     | 1978   |
| Мъже                             | 1985   |
| Компилации                       |        |
| Най-доброто от Сигнал            | 1994   |
| Между ад и рай                   | 1995   |
| Цветя                            | 1998   |
| Най-доброто на Сигнал +          | 2005   |
| Златна колекция                  | 2008   |
| Рок опери                        |        |
| Легенда за тракийското съкровище | 1977   |

## Други дейности
- „Диагноза артист“, сценарий и режисура Красимир Колев, звезди Христо Ламбрев, Десислава Моралес (2019)

### Издания
- Ламбрев, Христо. Един живот за музиката.   София, Христо Ламбрев, 2023.